# Veszprém vármegye turisztikai látnivalóinak listája

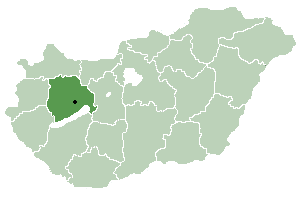
Veszprém vármegye

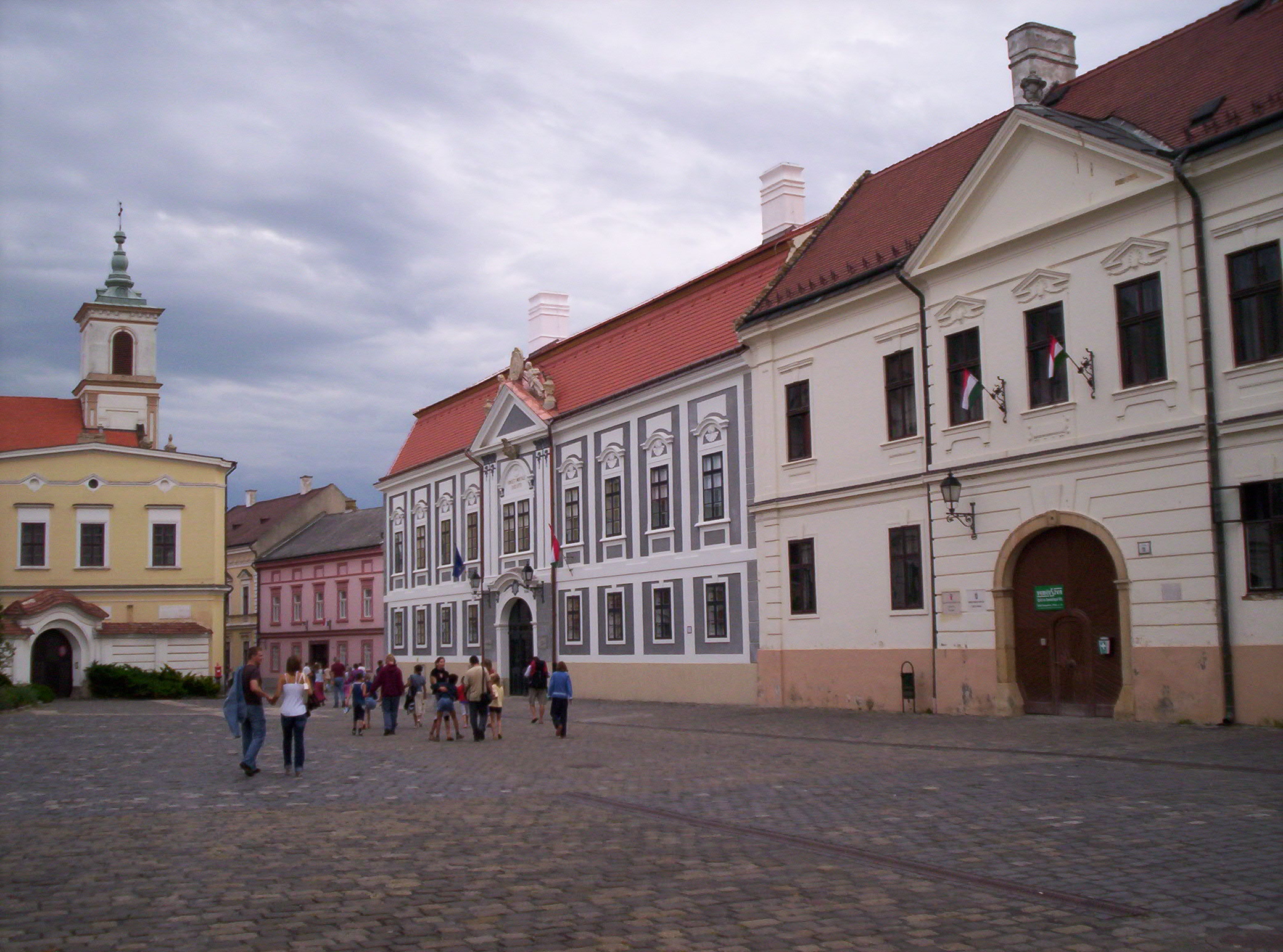
A veszprémi várnegyed

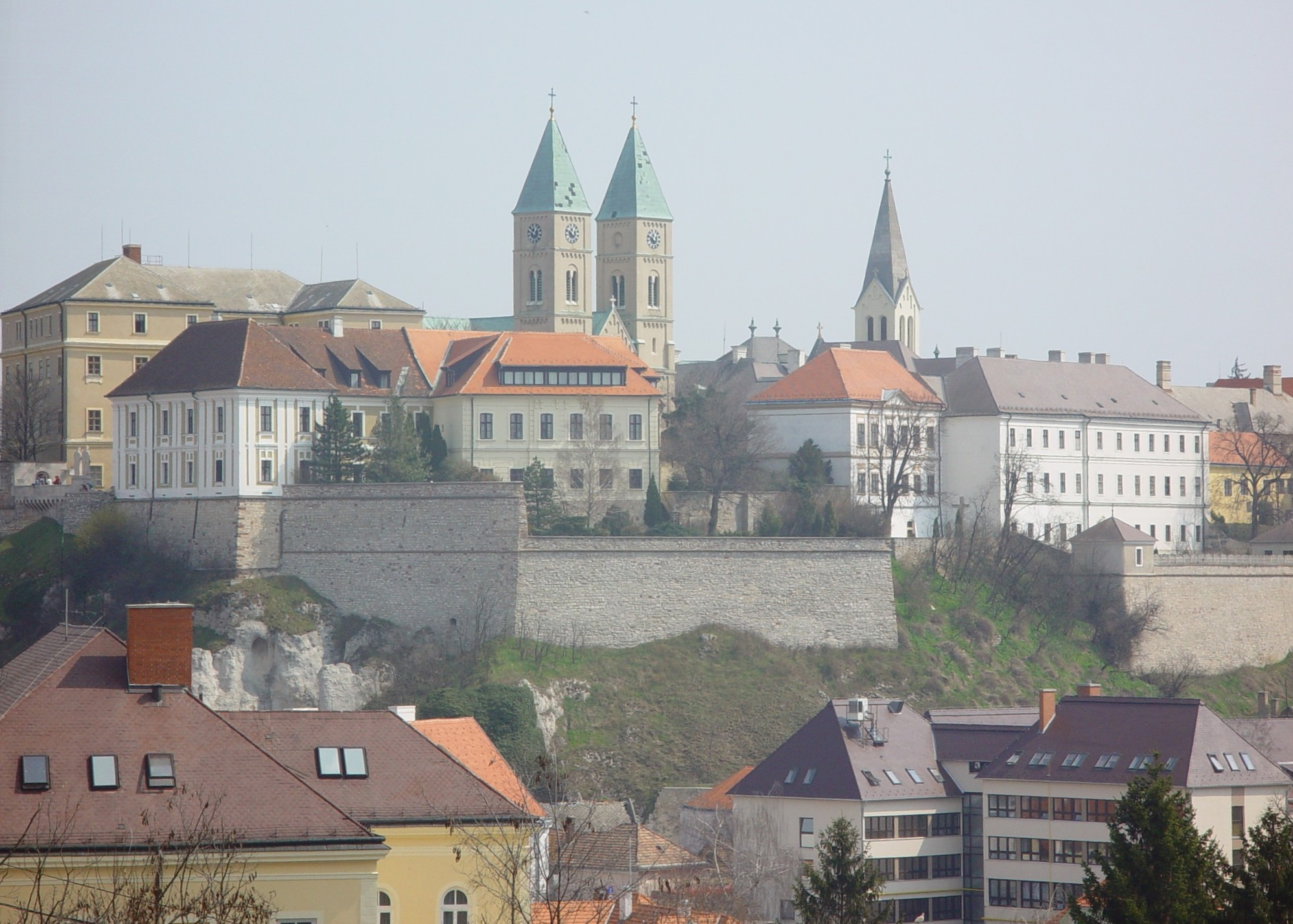
Veszprém látképe a székesegyházzal

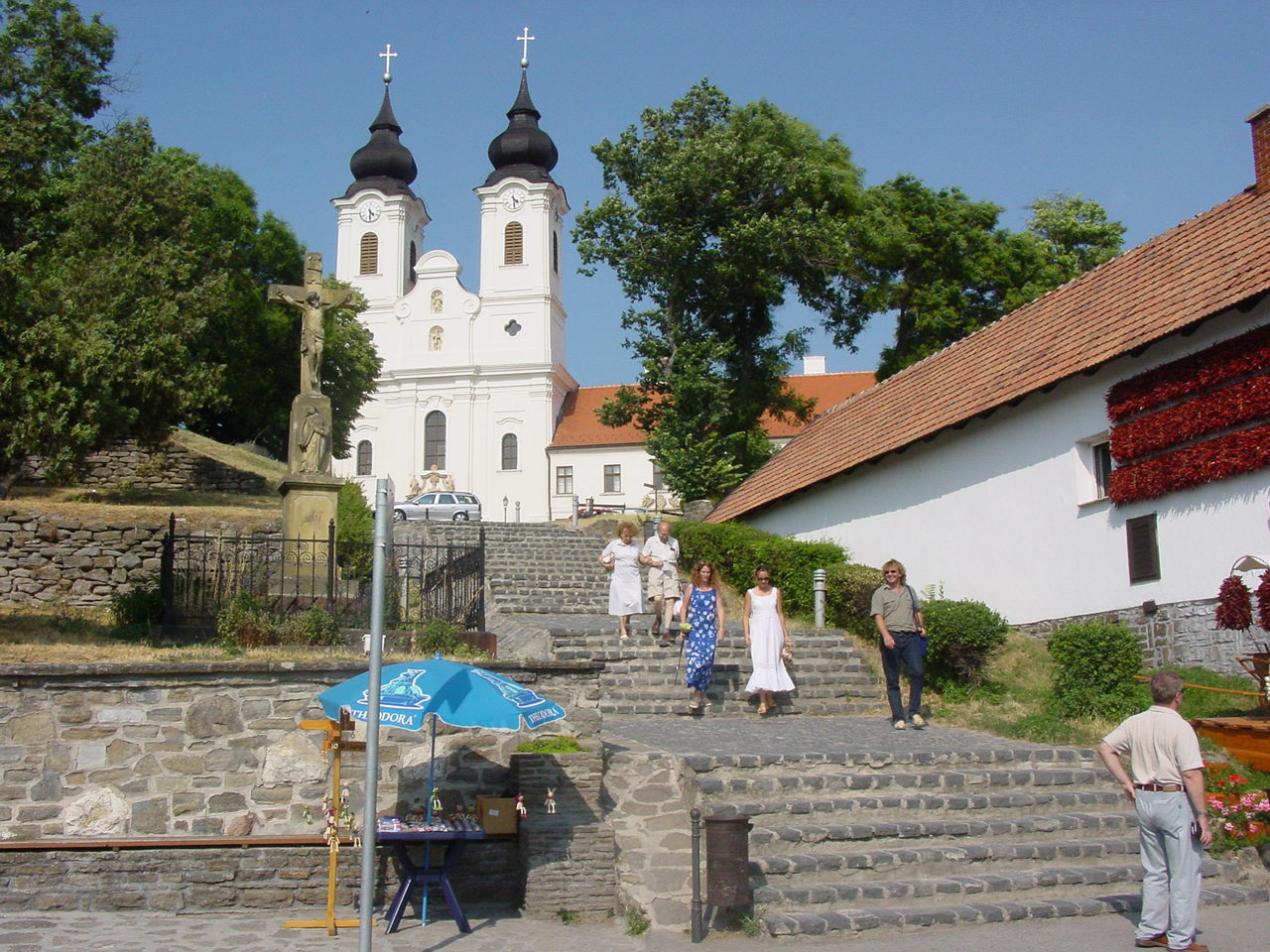
A tihanyi apátsági templom

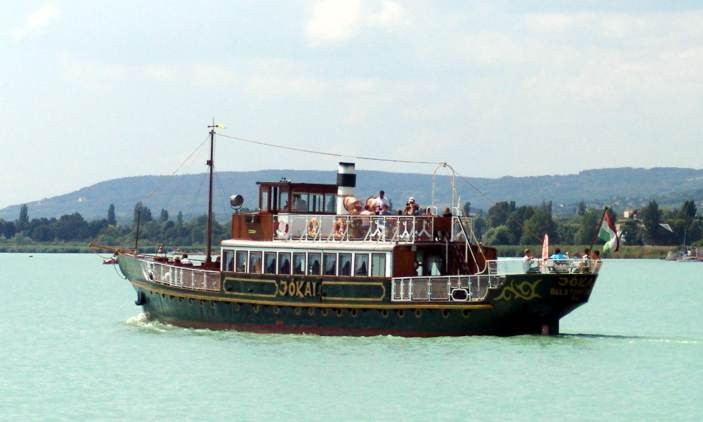
Balatonfüred: a Jókai múzeumhajó

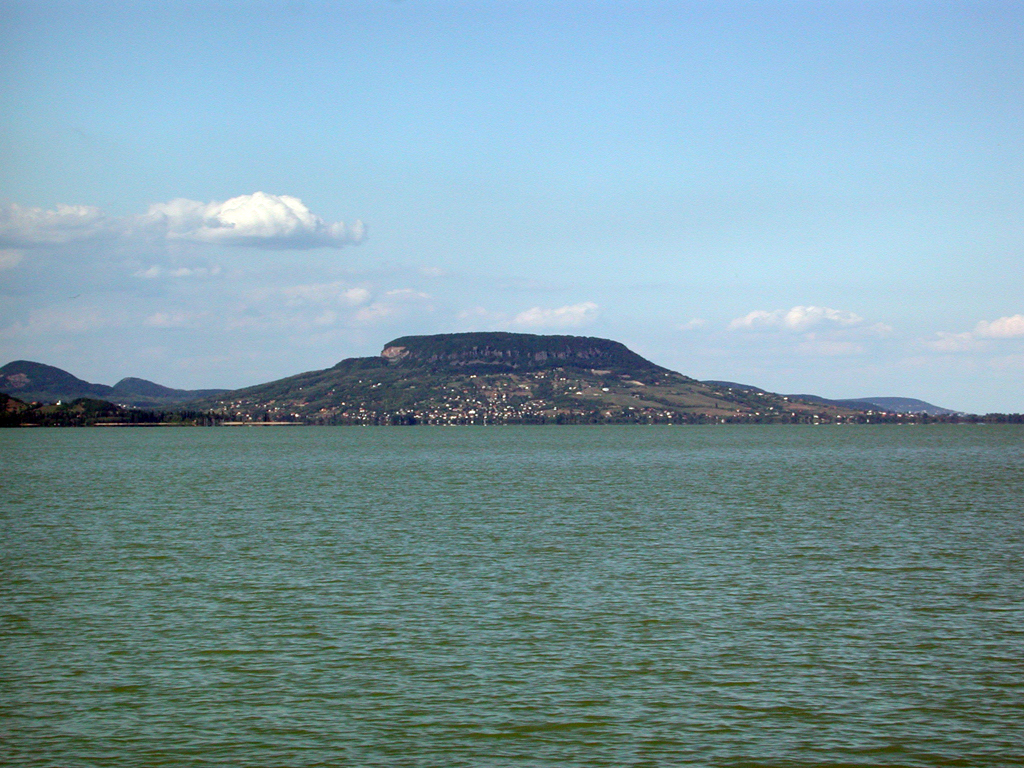
A Balaton, a háttérben Badacsony hegyével

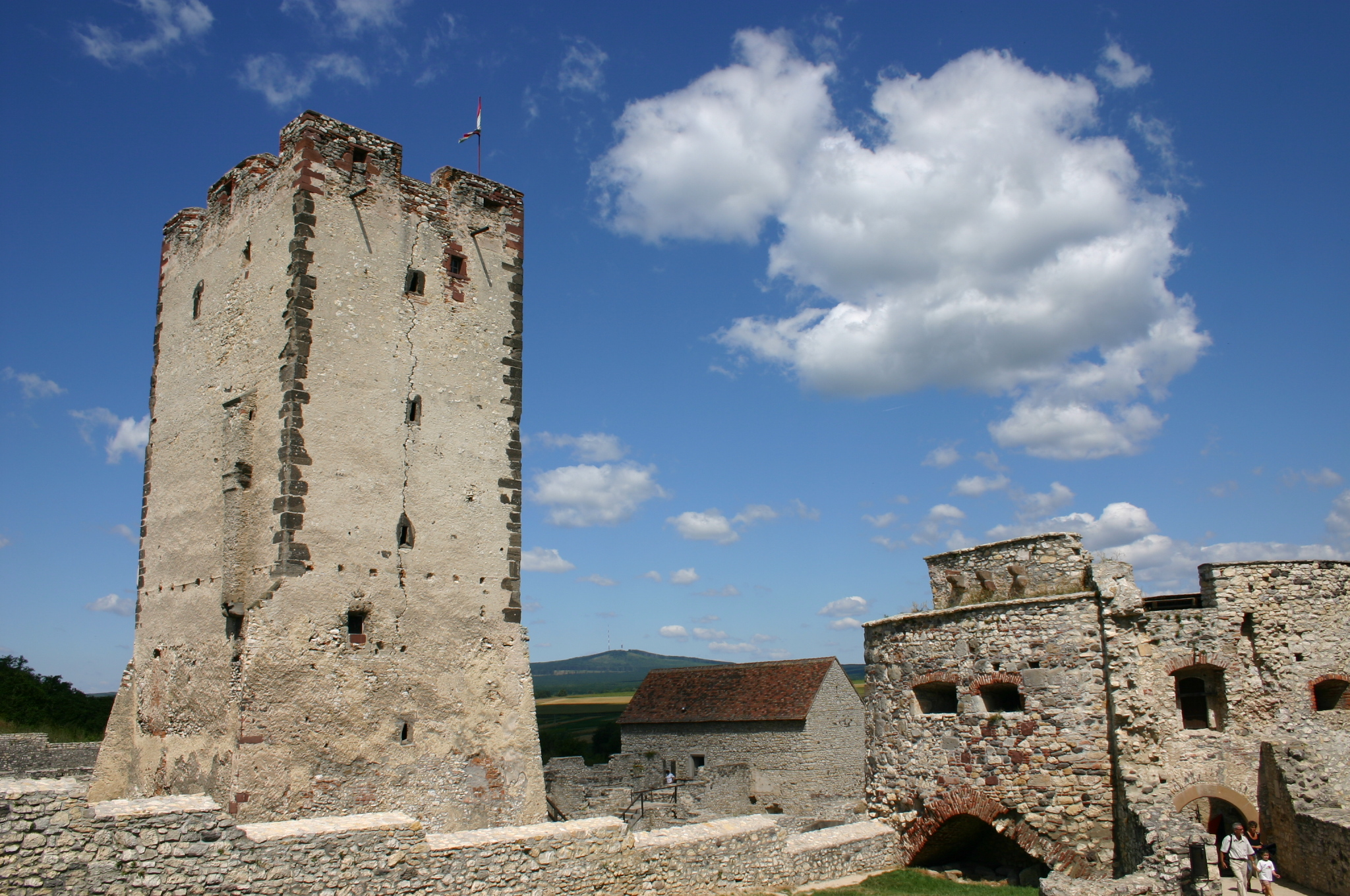
Nagyvázsony: a Kinizsi-vár

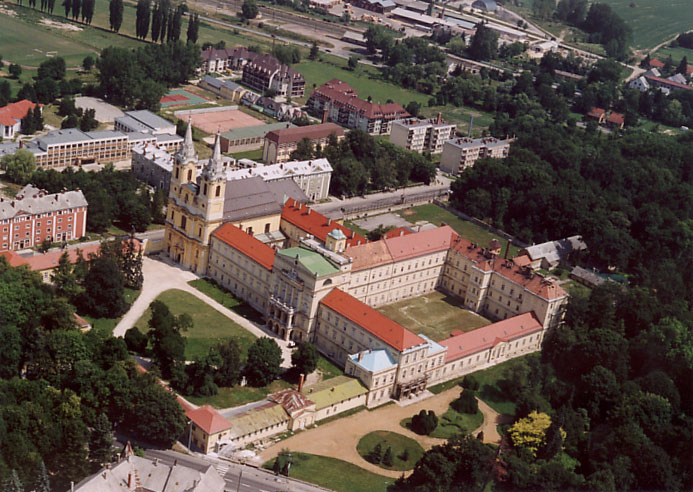
A zirci ciszterci apátság

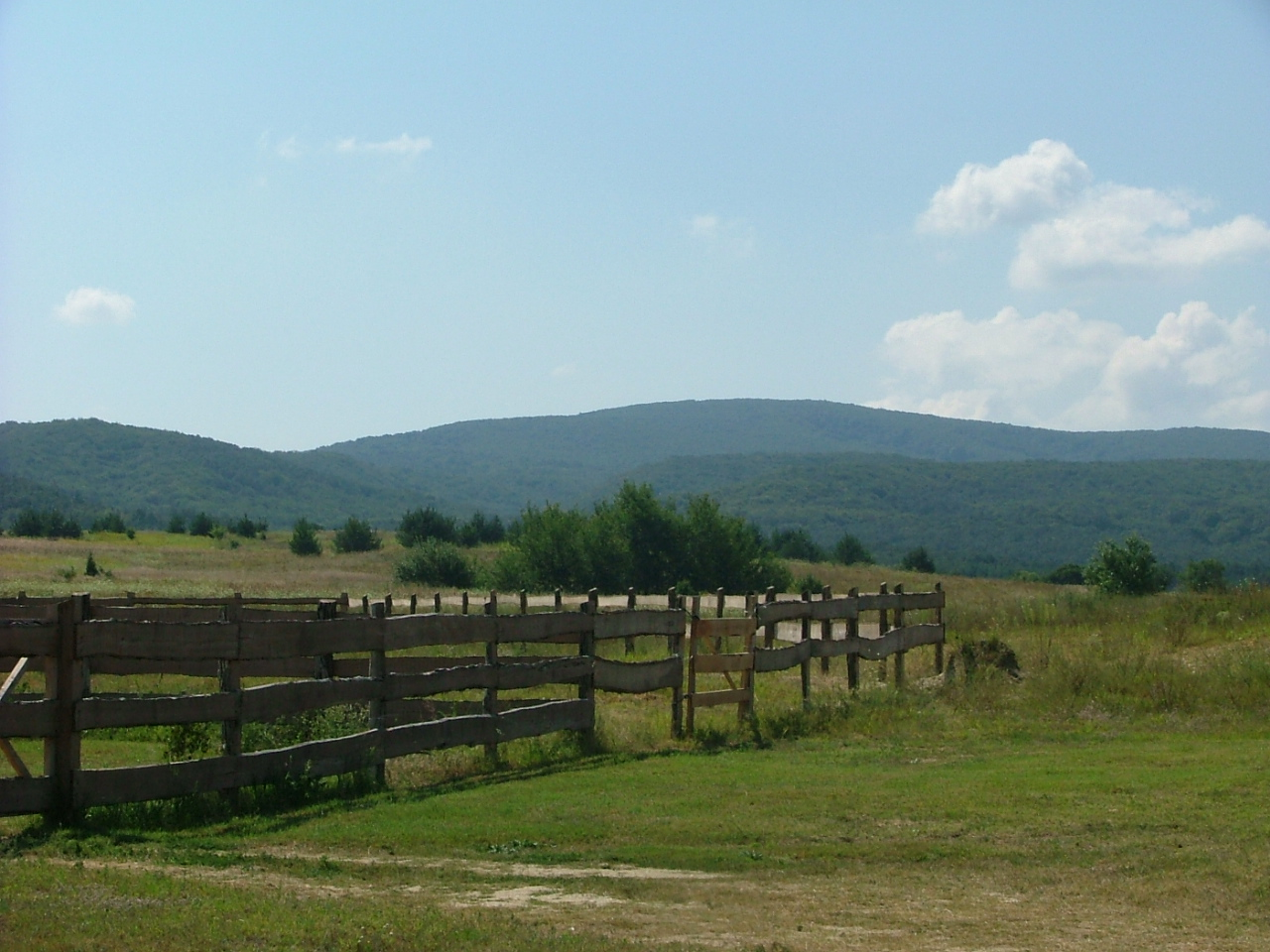
Bakonyi táj

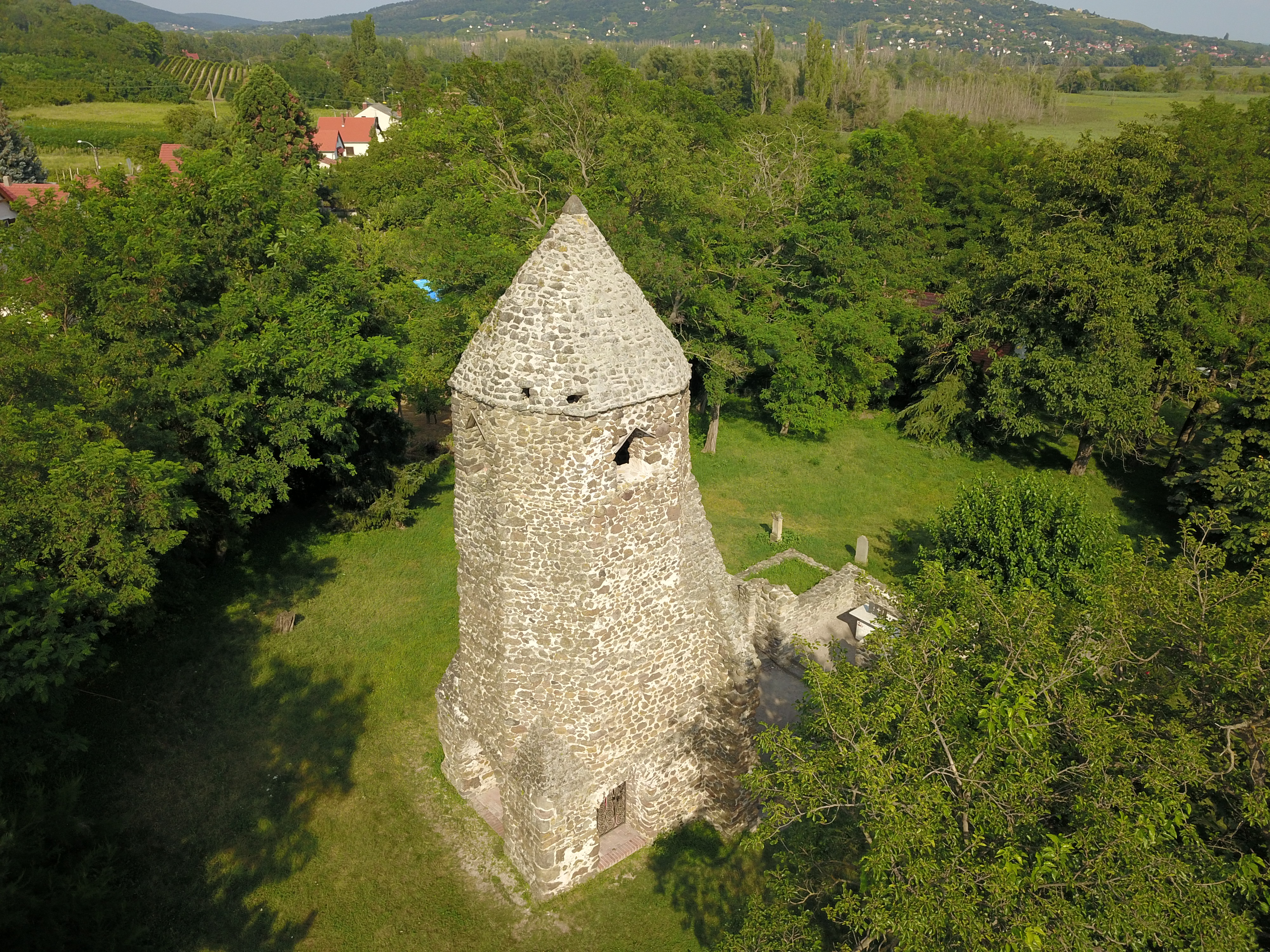
Szigliget, az avasi templomrom légi fotón

Ez a lista Veszprém vármegye ismert turisztikai látnivalóit tartalmazza (műemlékek, természeti értékek, programok).

## Veszprém
- Várnegyed
  - Szent Mihály-székesegyház
  - Gizella-kápolna
  - Érseki palota
  - I. István király és Gizella magyar királyné szobra
  - Tűztorony: alapja középkori, felső része 19. századi eredetű
- Óváros tér
- Szent István völgyhíd
- Kittenberger Kálmán Növény- és Vadaspark
- Margit-romok
- Laczkó Dezső Múzeum
- Veszprémi Petőfi Színház
- Bakonyi ház
- Betekints-völgy

## Tihany
- Tihanyi apátság – román kori altemplom
- Népi lakóházak
- Tihanyi Tájvédelmi Körzet
  - Tihanyi Belső-tó és Külső-tó
  - Kálvária-hegy – tihanyi kálvária
  - Barátlakások
  - Lóczy-Tanösvény (Gejzírmező)
  - Óvár-tető – visszhangszobor

## Balatonfüred
- templomrom (gótikus)
- Kerek-templom
- Jókai-villa
- Blaha Lujza villája
- Kossuth-forrás és ivócsarnok
- Jókai-kilátó
- „Görög falu”, bevásárló- és szórakozóközpont
- Tihanyi móló
- Tagore-sétány
- Lóczy-barlang
- Koloska-völgy

## Pápa
- történelmi belváros
- pápai nagytemplom
- Corvin-ház
- Esterházy-kastély

## Más települések
- Ajka – városliget
- Badacsonytomaj
  - Badacsony hegye, geológiai és botanikai tanösvény
  - Folly-arborétum
  - Szegedy Róza-ház
- Bakonybél - bencés apátság
- Balatonalmádi – Vörösberényi református templom
- Balatonfűzfő – Mámai-templomrom
- Balatonkenese – tátorjános
- Balatonudvari – Szív alakú sírkövek (régi temető)
- Berhida – katolikus templom (román stílusú)
- Csesznek
  - Cseszneki vár
  - Várhegy – természetvédelmi terület
- Csopak
  - Csonkatorony
  - szénsavas kút
  - vízimalom
  - Ranolder-kastély
- Devecser
  - Devecseri vár
  - Esterházy-kastély
- Doba – Somlói vár
- Dörgicse – templomrom
- Hajmáskér – egykori tüzérlaktanya
- Kamond – park
- Nagyvázsony
  - Kinizsi-vár
  - Zichy-kastély és kastélypark
  - Pálos kolostor romjai
- Nemesvámos – balácapusztai római kori villagazdaság és romkert
- Örvényes
  - működő vízimalom
  - Hosszúrétek – római kori régészeti park
- Öskü – kerek templom
- Paloznak
  - Tájház
  - Kálváriadomb
  - Pongrácz-kastély
  - Római katolikus templom
- Révfülöp
  - Fülöpi templomrom
  - Ecséri templomrom
- Salföld – Mária-Magdolna pálos kolostorrom
- Somlóvásárhely – Somlóhegy a Petőfi-kilátóval
- Sümeg – sümegi vár
- Szentantalfa – Szent Balázs-hegyi templomrom
- Szentbékkálla – kőtenger
- Szigliget
  - Szigligeti várrom
  - Ófalu – nádtetős parasztházak
  - Avasi templomrom
  - Esterházy-kastély és arborétum
- Tapolca
  - Tavasbarlang
  - Malomtó és vízimalom
  - Szent György-hegy – Szentgyörgy-hegyi bazaltorgonák tanösvény

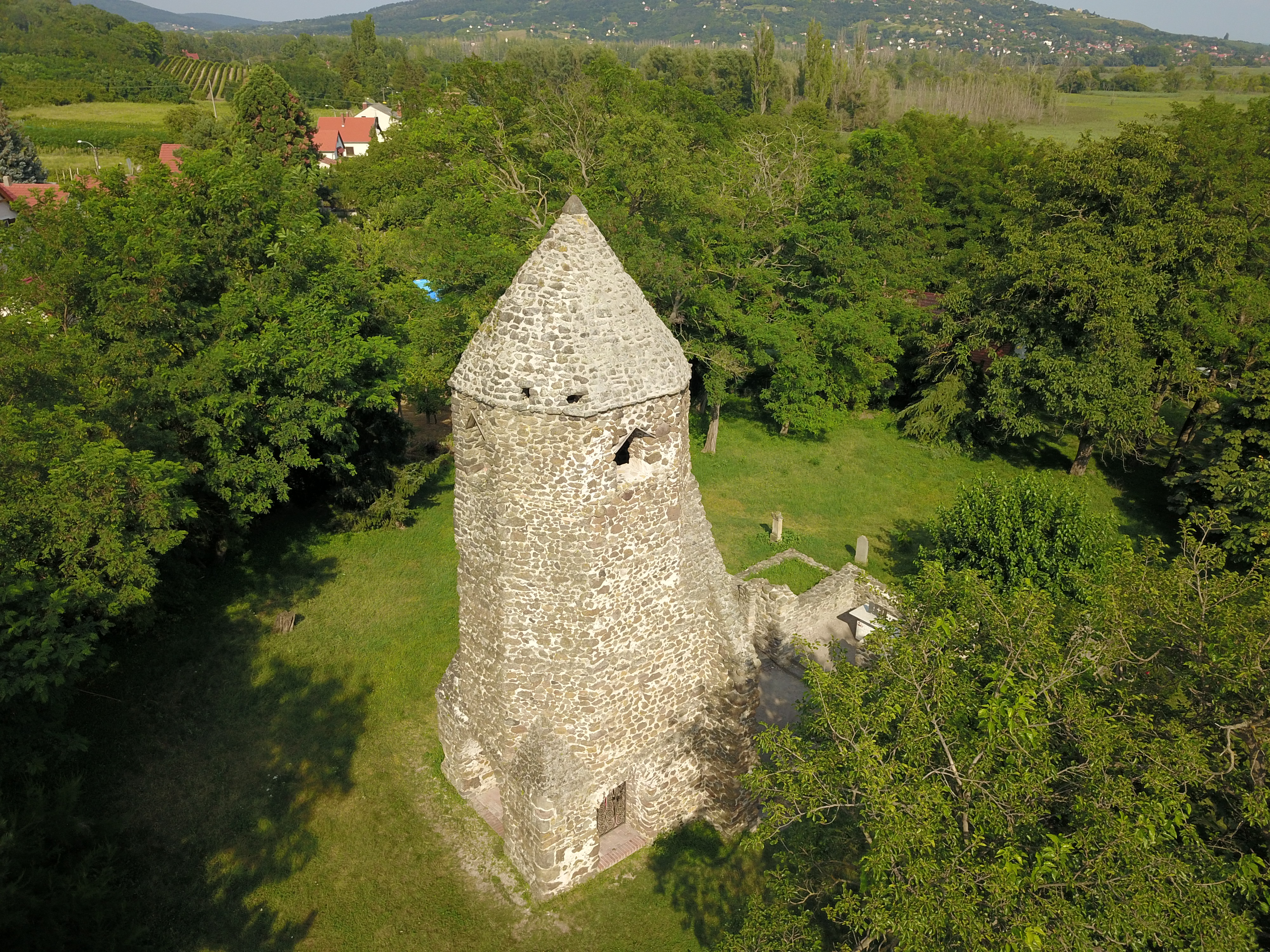
Szigliget, azvasi templomrom légi fotón

- Várpalota – Thury-vár
- Zirc
  - Ciszterci bazilika és apátság
  - Zirci arborétum

## Településen kívüli látnivalók
- Bakony
  - Cuha-völgyi vasútvonal
- Badacsonyi Borvidék
- Balatonfelvidéki Nemzeti Park
- Somló Tájvédelmi Körzet
  - Szent Margit Borút
  - Kitaibel tanösvény

## Turisztikai programok

### Programok Veszprémben
- Bakony Expo
- Gizella Napok
- Kabóciádé
- Turisztikai Szezonnyitó
- Túrajó séták
- VeszprémFest
- Veszprémi Utcazene Fesztivál
- Veszprém Séta
- Veszprémi Sörfesztivál